# Høveltegård
Høveltegaard er et kursus- og konferencecenter for forsvaret mellem Blovstrød og Birkerød. Fra 1. juli 2013 hjemsted for Forsvarsakademiet, Center for Digital Forvaltning (FAK-CDF).
Høveltegaard har været en selvstændig gård siden selvejendommens indførelse i 1771. 

## Ejerforhold og anvendelse
Høveltegaard har været handlet mange gange og brugt som investeringsejendom. 
- Gården har været solgt i årene 1771, 1772, 1783, 1794, 1799, 1814, 1816, 1820, 1824, 1843, 1850, 1856, 1857, 1862, 1879, 1888 og 1889 – i alt 17 gange på godt 100 år.
- Cand. theol. William Courtonne Mourier var én af ejerne i 1800-tallet, formentlig efter 1840-1850. Han døde d. 15. april 1896 på Frederiksberg og blev begravet d. 22. april 1896 i Blovstrød Kirke.
- I årene 1910 – 1912 købte staten 320 tdr. land og indrettede Høvelte Kaserne, hvis korrekte navn i dag er Garderkasernen Høvelte. Det var den gule kaserne, hvoraf det meste blev revet ned i efteråret 1998. Kun hovedbygningen og vagtbygningerne står tilbage. Her lå Planelementet for FN's udrykningsstyrke SHIRBRIG indtil 2009 [kilde mangler].
- Det hele begyndte egentlig allerede i 1909, hvor man indrettede "Lejren ved Høveltegaard". I samme periode oprettede man lejre i Sandholm, Avedøre og Værløse. På Høvelte Kaserne har der været fast tilknyttet enheder fra perioden 1910 – 1912 til i dag.
- Høveltegaard solgtes igen i 1917 til grosserer Wilhelm Olesen fra Norge. Han rev de oprindelige bygninger ned og opførte i stedet de hvide bygninger. Hovedbygningen er fra 1919 og er tegnet af arkitekten Bent Helweg-Møller. I 1920 købte han yderligere Drabæk Mose og byggede i 1923 Høvelte Avlsgård - den senere Gammel Motorgaard, der stort set blev revet ned i 2012. Grosserer Olesen var en af tidens store "gullaschbaroner". I 1925 købte han også Lindholmgaard, der bl.a. var Hjemmeværnsdistrikt 91 Birkerød indtil 1. april 1999. Gården ligger bag det nuværende KFUMs Soldaterhjem vest for Garderkasernen Høvelte.
- I 1943 solgte grosserer Elias Lunding Høveltegaard til Schalburgkorpset for 110.000 kr. I årene herefter var Høveltegaard hjemsted for Schalburgkorpsets landsskadelige virksomhed. I 1944 rykkede også HIPO-korpset ind i bygningerne. I krigens sidste måneder blev Høveltegaard omdannet til lazaret for sårede soldater, som tyskerne i de besatte lande havde tvunget i tysk militærtjeneste. Det var soldater, som var "hvervet" i Sovjetunionen, Jugoslavien, Tjekkoslovakiet og Holland. De var "fundet" ved en gennemgang af alle de tyske sårede i Danmark. De blev nu samlet på Høveltegaard.  Røde Kors stod for driften af lazarettet, og en del damer fra Birkerød –  trods modstand fra lokalbefolkningen – gjorde frivillig tjeneste her.
- Ved befrielsen fortsatte Røde Kors med at drive lazaret, men nu med "almindelige" flygtninge.
- I 1946 købte Forsvarsministeriet Høveltegaard af Røde Kors. I øvrigt for samme købspris som Schalburgkorpset havde givet. Stedet har siden været ejet af forsvaret.
- Fra 1946 til 1961 har der været Militærpolitiskole på stedet.
- I 1951 – 1953 var her også Fodfolkets Signalskole.
- I 1953 – 1970 var Telegraftroppernes befalingsmandsskoler og Mathskoler garnisoneret her. De bestod af løjtnantskole, sergentskole, korporalsskole (indtil 1962) og mathskole, der senere kom til at hedde konstabelskole.
- I perioden 1962 – 1992 var Hærens Signalskole garnisoneret på Høveltegaard, fra 1962 – 1976 som selvstændig skole.
- Fra 1976 – 1990 var Hærens Signalskole lagt ind under Uddannelsescenter Sjællandske Telegrafregiment. Det bestod af Tjenestegrensspecialeelementet, konstabelgrundkursus, sergentkursus og specialkurser.
- Skolen blev selvstændig igen i 1990.
- Hærens Signalskole flyttede fra Høveltegaard til Bülows Kaserne i Fredericia i august 1992.
- I efteråret 1992 flyttede Forsvarets Forvaltningsskole fra Kastellet i København til Høveltegaard. Skole- og indkvarteringsbygningerne skulle nu anvendes til forvaltningsmæssige og administrative uddannelser. Det betød, at hvor der før havde været gennemført egentlig militær uddannelse (med kommandoråb, støvletramp, skydning, kørsel med terrængående køretøjer, klatring i master og pæle etc.), skulle der nu gennemføres teoretiske og boglige kurser. Kursisterne stillede nye krav til de bygninger, der kun nødtørftigt var blevet vedligeholdt gennem de sidste mange år. Derfor påbegyndtes et større vedligeholdelsesprojekt. Skolens "midlertidige" placering på Kastellet kom således til at vare 68 år...

## Fra skole til center
I 2001 blev Forsvarets Forvaltningsskole (FOFS) lagt ind under Forsvarsakademiet og ændrede navn til Forsvarsakademiet, Center for Forvaltning.
Center For Forvaltning (CFF) udviklede og gennemførte grund-,  efter- og specialuddannelser af militært og civilt personel inden for områderne personel-, materiel-, økonomi- og etablissementsforvaltning samt informatik.
Efter en del konsulentudredninger blev Center for Forvaltning lukket som skole under Forsvarsakademiet pr. 31. marts 2008. Ansvaret for de enkelte uddannelser og de fleste lærere blev fordelt på et antal ABM (Ansvarlige Brugermyndigheder) – mest ved de funktionelle tjenester – mens udvikling og koordination blev placeret ved et nyoprettet KABM DeMarsuddannelse (koordinerende ABM) under Forsvarskommandoens IKT- og Procesafdeling, men fortsat placeret på Høveltegaard. 
1. september 2010 blev KABM DeMarsuddannelse udskilt fra Forsvarskommandoen som Forsvarets Center for Digital Forvaltning og Uddannelse (FCDFU) (Webside ikke længere tilgængelig) med status som teknisk niveau II-myndighed med Forsvarskommandoen som foresat myndighed.
1. juli 2013 blev FCDFU nedlagt som teknisk niveau II-myndighed og organisatorisk lagt ind under Forsvarsakademiet under navnet 'Forsvarsakademiet, Center for Digital Forvaltning'. Hovedparten af opgaverne løses fortsat fra Høveltegaard.
Stedet er fortsat kursus- og konferencecenter for hele forsvaret.
55°51′32″N 12°24′16″Ø / 55.85889°N 12.40444°Ø